# Lijst van voetbalinterlands China - Ivoorkust (vrouwen)
Deze lijst van voetbalinterlands is een overzicht van alle officiële voetbalinterlands tussen de nationale vrouwenteams van China en Ivoorkust. De landen hebben tot nu toe één keer tegen elkaar gespeeld.

## Wedstrijden
| № | Plaats    | Datum       | Competitie                              | Wedstrijd         | Uitslag |
| - | --------- | ----------- | --------------------------------------- | ----------------- | ------- |
| 1 | Guangzhou | 6 juni 1988 | FIFA Women's Invitation Tournament 1988 | China − Ivoorkust | 8 − 1   |

## Samenvatting
| Competitie                         | Totaal gespeeld | Winst China | Gelijk | Winst Ivoorkust | Doelsaldo China – Ivoorkust |
| ---------------------------------- | --------------- | ----------- | ------ | --------------- | --------------------------- |
| FIFA Women's Invitation Tournament | 1               | 1           | 0      | 0               | 8 − 1                       |
| Totaal                             | 1               | 1           | 0      | 0               | 8 − 1                       |

CFA · A-internationals · Chinees mannenelftal
1986 – 1989 · 1991 – 1999 · 2000 – 2009 · 2010 – 2019 · 2020 – 2029
Argentinië ·
Australië ·
Brazilië ·
Canada ·
Chili ·
Colombia ·
Costa Rica ·
Denemarken ·
Duitsland ·
Engeland ·
Filipijnen ·
Finland ·
Frankrijk ·
Ghana ·
Guam ·
Guatemala ·
Haïti ·
Hongarije ·
Hongkong ·
Ierland ·
IJsland ·
India ·
Indonesië ·
Iran ·
Italië ·
Ivoorkust ·
Japan ·
Joegoslavië ·
Jordanië ·
Kameroen ·
Kazachstan ·
Kroatië ·
Maleisië ·
Mexico ·
Mongolië ·
Myanmar ·
Nederland ·
Nieuw-Zeeland ·
Nigeria ·
Noord-Korea ·
Noorwegen ·
Oekraïne ·
Oezbekistan ·
Portugal ·
Roemenië ·
Rusland ·
Schotland ·
Sovjet-Unie ·
Spanje ·
Tadzjikistan ·
Taiwan ·
Thailand ·
Tsjechië ·
Verenigde Staten ·
Vietnam ·
Wales ·
Zambia ·
Zimbabwe ·
Zuid-Afrika ·
Zuid-Korea ·
Zweden ·
Zwitserland